# Stella (Italia)
Stella es una localidad y comune italiana de la provincia de Savona, región de Liguria, con 3100 habitantes.

## Evolución demográfica
| Gráfica de evolución demográfica de Stella entre 1861 y 2001 |
|                                                              |
| Fuente ISTAT - elaboración gráfica de Wikipedia              |